# Kiheitai

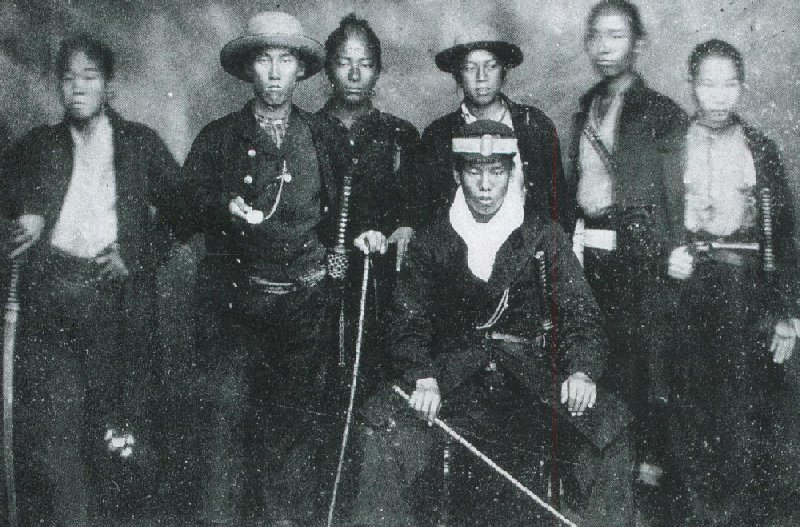
Gruppo di Kihetai

Il Kiheitai (奇兵隊, "reggimento irregolare") fu una milizia volontaria irregolare sorta nel dominio del clan Chōshū durante il periodo Bakumatsu del Giappone.

## Storia

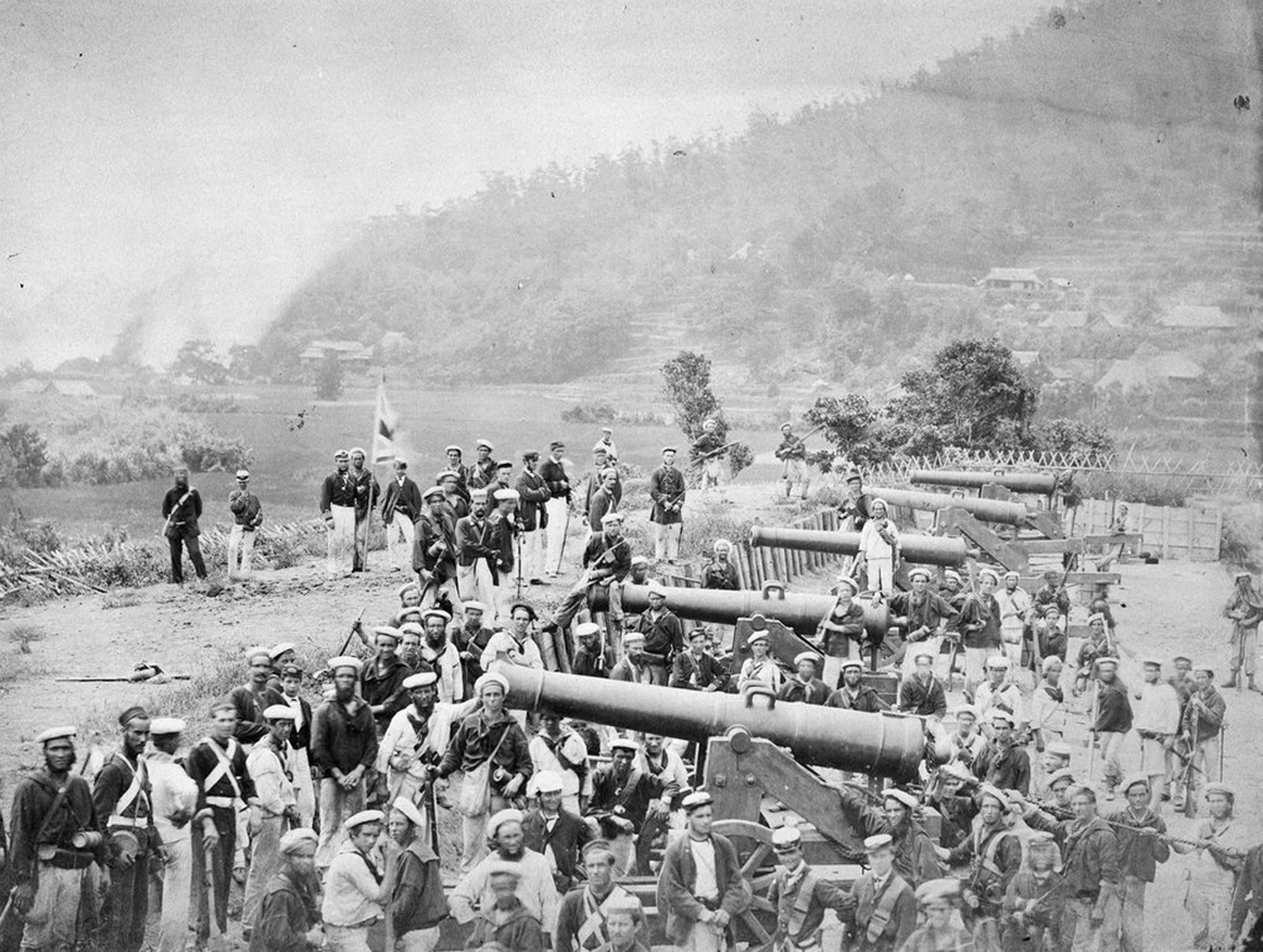
Cattura di una batteria del clan Chōshū da parte della fanteria di marina britannica durante l'assalto del porto di Shimonoseki nel 1864

Fondata nel 1863 da Takasugi Shinsaku, la milizia Kiheitai era composta da 300-400 uomini, provenienti da tutte le classi sociali, compresi agricoltori, commercianti, samurai e altri gruppi sociali. La maggior parte dei volontari venivano da Chōshū, in pochi provenivano da altri domini. Il Kiheitai era noto per la sua disciplina e l'uso di tecniche militari occidentali. Veniva in parte sostenuto economicamente dal dominio di Chōshū, ottenendo sostegno finanziario anche attraverso donazioni di ricchi mercanti e contadini. Il Kiheitai nacque dalla volontà da parte dello shogunato, a seguito della Convenzione di Kanagawa, di costituire unità militari sulla base delle capacità piuttosto che sullo status sociale ereditario. La Shinsengumi (polizia anti-imperiale) venne fondata nello stesso anno del Kiheitai, ed era anch'essa composta da persone provenienti da un'ampia varietà di classi sociali.
La milizia Kiheitai prese parte all'episodio del bombardamento di Shimonoseki nel 1864, durante il quale le flotte di Gran Bretagna, Francia, Paesi Bassi e Stati Uniti aprirono il fuoco contro il porto della città di Shimonoseki del clan Chōshū, sbarcando successivamente truppe. 
Come braccio militare della fazione favorevole al passaggio di consegne all'imperatore all'interno del dominio Chōshū, il Kiheitai aiutò a rovesciare il partito sostenitore del bakufu durante la guerra civile che investì Chōshū. Respinse la seconda spedizione punitiva inviata a Chōshū nel 1866 dallo shogunato Tokugawa (la prima aveva avuto luogo due anni prima), che si risolse in un disastro per le forze dello shogunato, male addestrate ed equipaggiate in maniera antiquata. La forza irregolare giocò inoltre un ruolo importante nella guerra Boshin del 1868-1869, che portò alla restaurazione Meiji.
Sciolto nel 1868, il gruppo socialmente misto e fornito di armamenti e armi occidentali ebbe un'influenza importante sullo sviluppo del l'esercito imperiale giapponese, e in seguito sul sistema di coscrizione militare in Giappone.